# Музей мистецтв Толідо
Музей мистецтв Толідо (англ. Toledo Museum of Art) — найбільший художній музей в Толідо, штат Огайо. У його зібранні більше ніж 30000 експонатів.
Музей заснований у 1901 році склозаводчиком Едвардом Ліббі. З 1912 року займає нинішній будинок, своїм стилем нагадує храми стародавнього світу. Будівля двічі розширювалося (в 1920-х і 1930-х роках). Директором музею з 2010 року є Брайан Кеннеді (дев'ятий за рахунком керівник).
Музею належить значуще збори картин європейських та американських художників XIX-XX столвття і велика колекція виробів з художнього скла. Інтерес також представляють відділи античності, епохи Відродження і японського мистецтва.
У східному крилі музейного будівлі розташований концертний зал (Peristyle), прибудований в 1930-х роках в стилі неокласицизму. Це основний концертний майданчик для симфонічного оркестру Толедо. Розрахований на 1750 місць.
У 2001 році при музеї відкрився парк скульптури, розташований в створі вулиці Монро. Тут представлені твори скульпторів другої половини XX століття, переважно американських.
Центр візуального мистецтва, побудований в 1990-і роки за проєктом Френка Гері, включає в себе бібліотеку, музей, а також студії, офісні та навчальні приміщення для художнього факультету університету Толедо.

У 2000 році японська архітектурна фірма SANAA спроектувала окремий корпус для розміщення колекції виробів зі скла. Створений нею Скляний павільйон (Glass Pavilion) був відкритий в серпні 2006 року і удостоївся захоплених відгуків архітектурних критиків. В інтер'єрі примітна масштабна скульптура зі скла (Campiello del Remer # 2), виконана Дейлом Чіхулі.

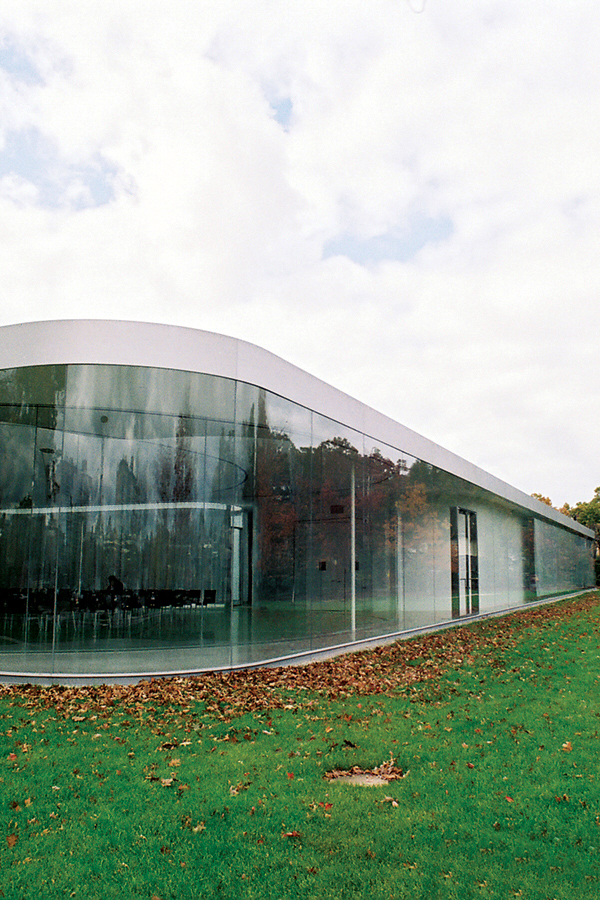
Скляний павільйон
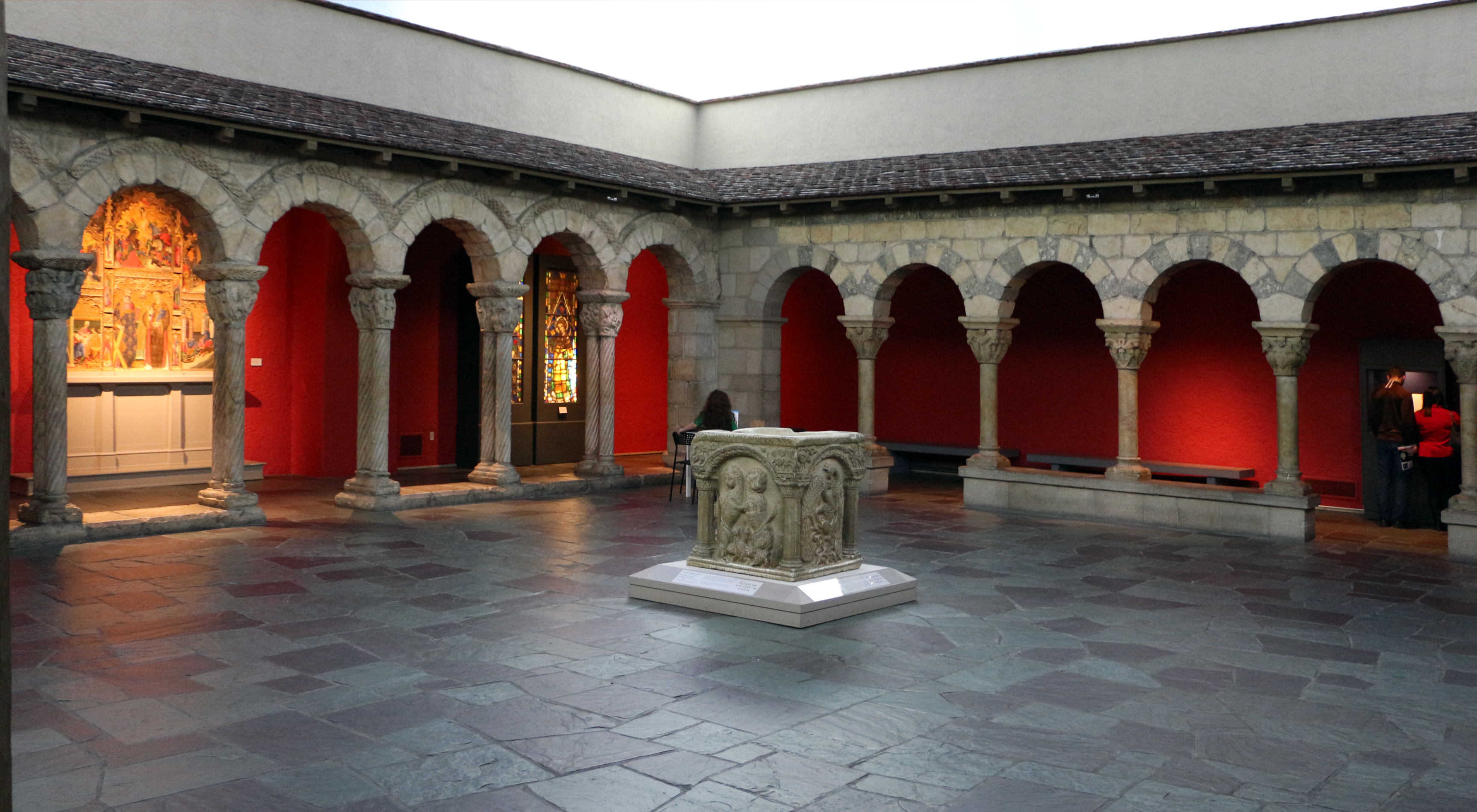
Клуатр (експозиція середньовічного мистецтва)
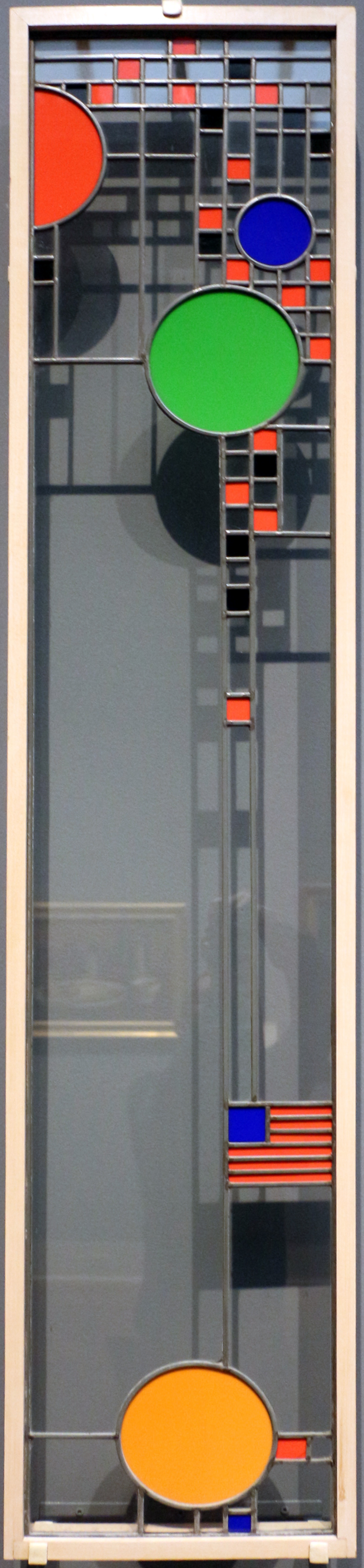
Вікно особняка Кунлі (Ф. Л. Райт, 1912)
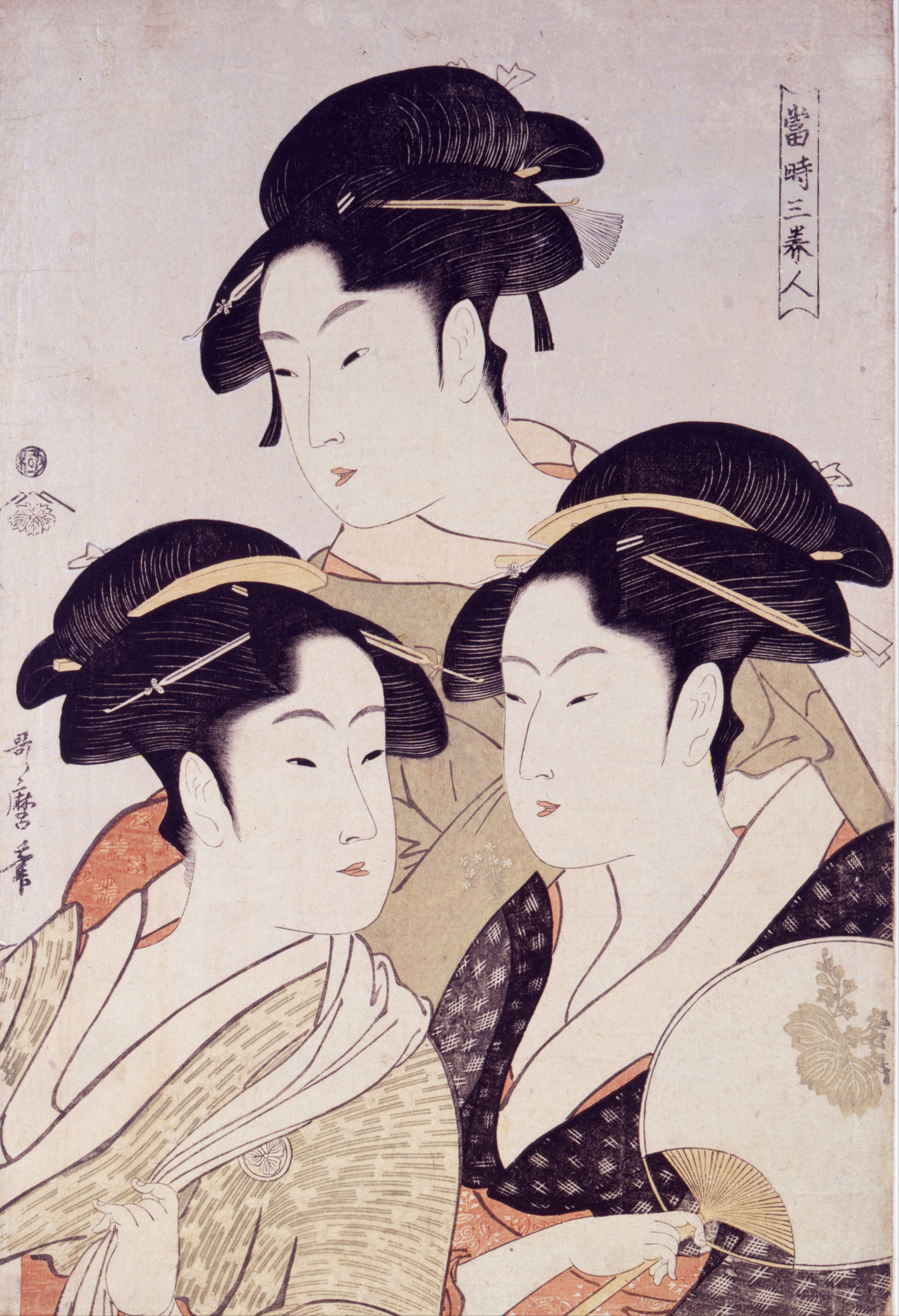
«Три красавицы наших дней» (гравюра Утамаро)
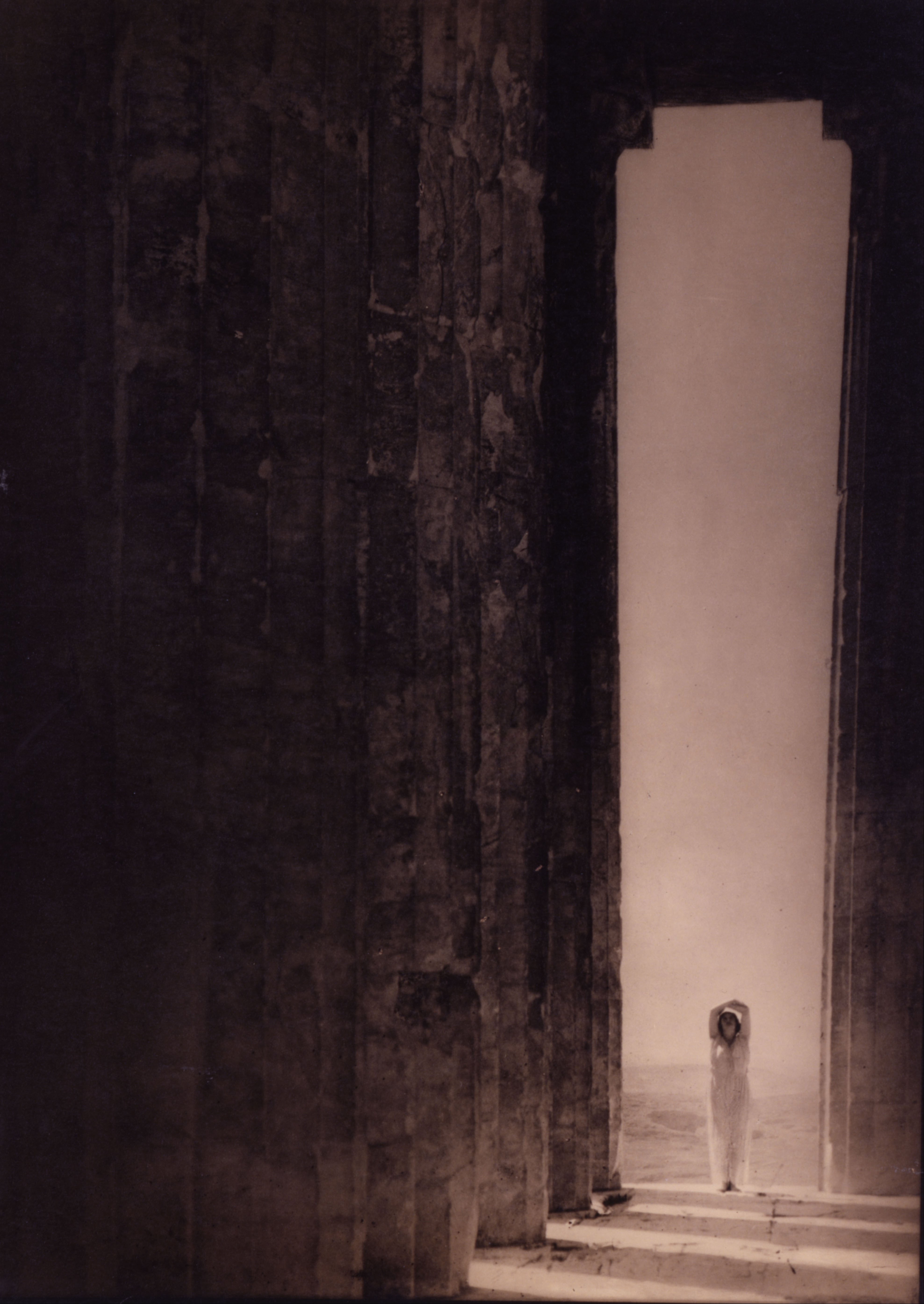
«Айседора Дункан в Парфеноне» (фотографія Стайхена)

1. ↑  https://www.toledomuseum.org/about
2. ↑  Global Research Identifier Database — 2015.
3. 1 2 3  https://arquitecturaviva.com/works/pabellon-de-vidrio-museo-de-arte-de-toledo-ohio---4
4. ↑  http://memory.loc.gov/diglib/legacies/loc.afc.afc-legacies.200003444/
5. ↑  Everett W. Art expert slams Toledo museum on sale of antiquities // The Blade — Toledo: 2026.